# Клейтон Зейн
Клейтон Зейн (англ. Clayton Zane, нар. 12 липня 1977) — австралійський футболіст, що грав на позиції нападника. По завершенні ігрової кар'єри — тренер.
Виступав, зокрема, за клуб «Андерлехт», а також національну збірну Австралії.

## Клубна кар'єра
У дорослому футболі дебютував 1995 року виступами за команду «Ньюкасл Брейкерс», в якій провів три сезони, взявши участь у 70 матчах Національної футбольної ліги. Після цього два сезони грав у цій же лізі за «Нозерн Спірітс».
У 2000 році він був проданий в норвезький клуб «Молде». Однак там його кар'єра склалася невдало: в чотирнадцяти матчах нападник не забив жодного голу, тому він був проданий в «Ліллестрем». У новому клубі він в першому ж сезоні став найкращим бомбардиром чемпіонату Норвегії з сімнадцятьма голами, а кілька тижнів по тому він також був визнаний найкращим футболістом в Норвегії.
У 2002 році Зейн перейшов в бельгійський «Андерлехт», але погравши в ньому недовгий час отримав травму лівого коліна і більше вже не грав.

## Виступи за збірну
У вересні 2000 року Верман взяв участь у домашніх Олімпійських іграх, де команда програла усі три матчі і посіла останнє місце у групі.
29 березня 2000 року дебютував в офіційних матчах у складі національної збірної Австралії в товариській грі проти Чехії (1:3). А вже у червні того ж року Зейн поїхав з командою на Кубок націй ОФК 2000 року у Французькій Полінезії, де зіграв у всіх чотирьох матчах і здобув титул переможця турніру. При цьому на турнірі він зробив хет-трик у матчі зі збірної Островів Кука (17:0) та дубль з Соломоновими островами (6:0) і з 5 голами став найкращим бомбардиром команди разом із партнером по команді Крейгом Фостером.
Це дозволило Зейну з командою стати учасником розіграшу Кубка конфедерацій 2001 року в Японії і Південній Кореї. Там він зіграв у матчах групового етапу з Мексикою (2:0), Францією (1:0) та Південною Кореєю (0:1) та матчі за 3-тє місце з Бразилією (1:0), забивши голу у поєдинку з Францією, допомігши команді сенсаційно здобути бронзові нагороди. А сам з 2 голами поділив статус найкращого бомбардиру турніру з сімома іншими гравцями.
Всього протягом кар'єри у національній команді, яка тривала 2 роки, провів у її формі 14 матчів, забивши 6 голів.

## Кар'єра тренера
9 серпня 2011 року було оголошено, що Зейн став головним тренером жіночої команди W-ліги «Ньюкасл Юнайтед Джетс», а вже після одного сезону, 8 червня 2012 року Зейн був призначений головним тренером молодіжної чоловічої команди «Ньюкасл Юнайтед Джетс».
У січні 2014 року головний тренер першої команди Гарі ван Егмонд був звільнений через низькі результати і Зейн був призначений тимчасовим головним тренером до кінця сезону. Клуб вирішив призначити англійця Філа Стаббінса головним тренером клубу на наступний сезон, а Зейн перейшов на посаду помічника тренера першої команди.

## Титули і досягнення
- Володар Кубка націй ОФК: 2000
- Найкращий бомбардир чемпіонату Норвегії: 2001
- Нападник року в Норвегії: 2001